# Economia del castagno

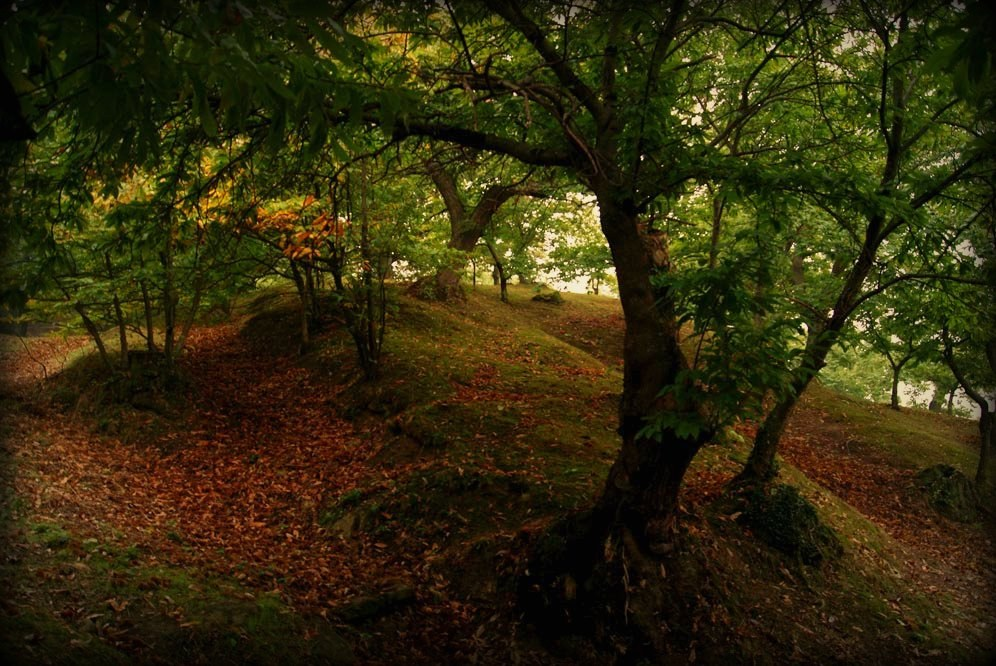
Castagneto a Castel del Rio (noto per il marrone)

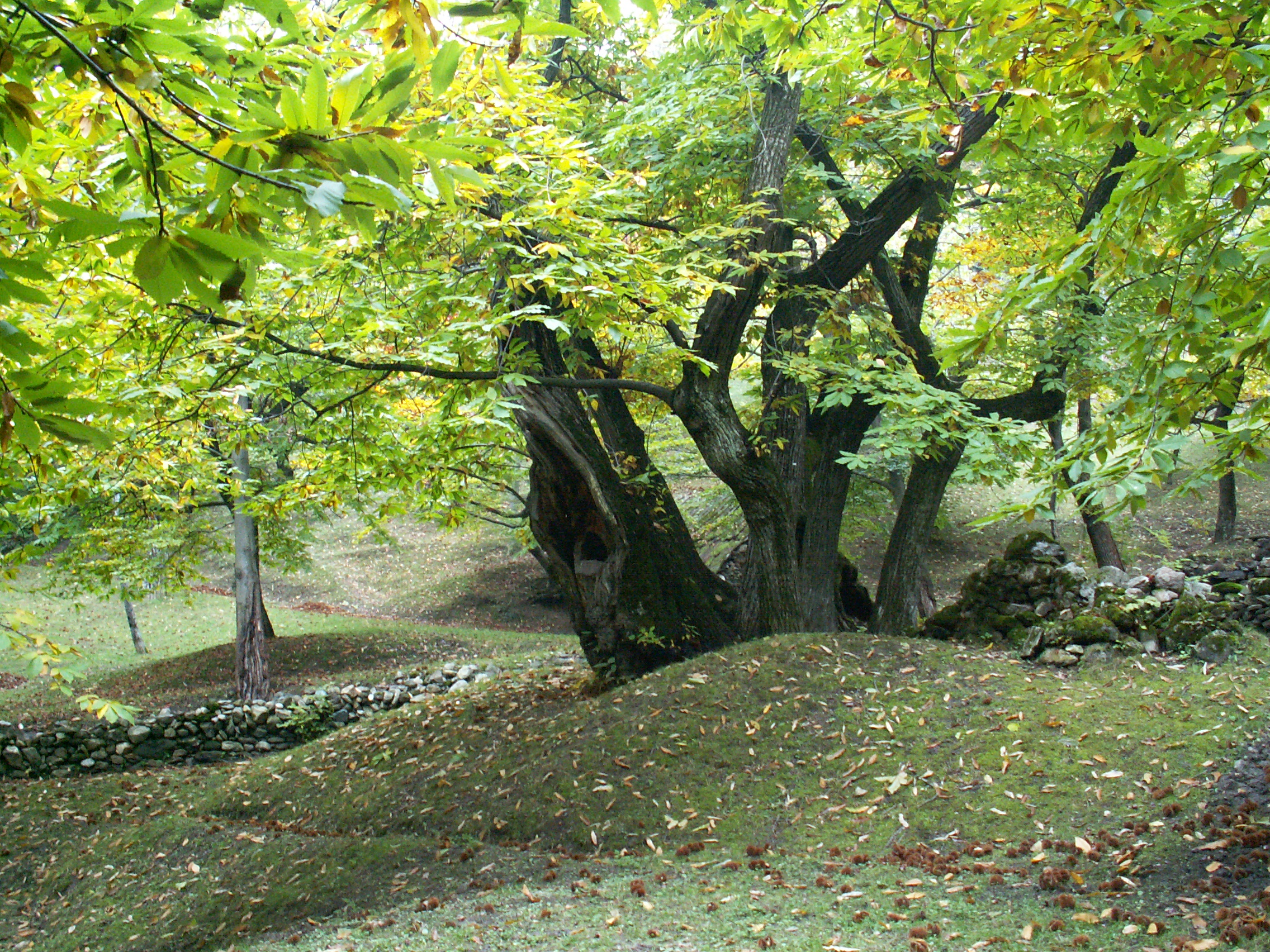
Alberi secolari di marroni in Borgata Pognant

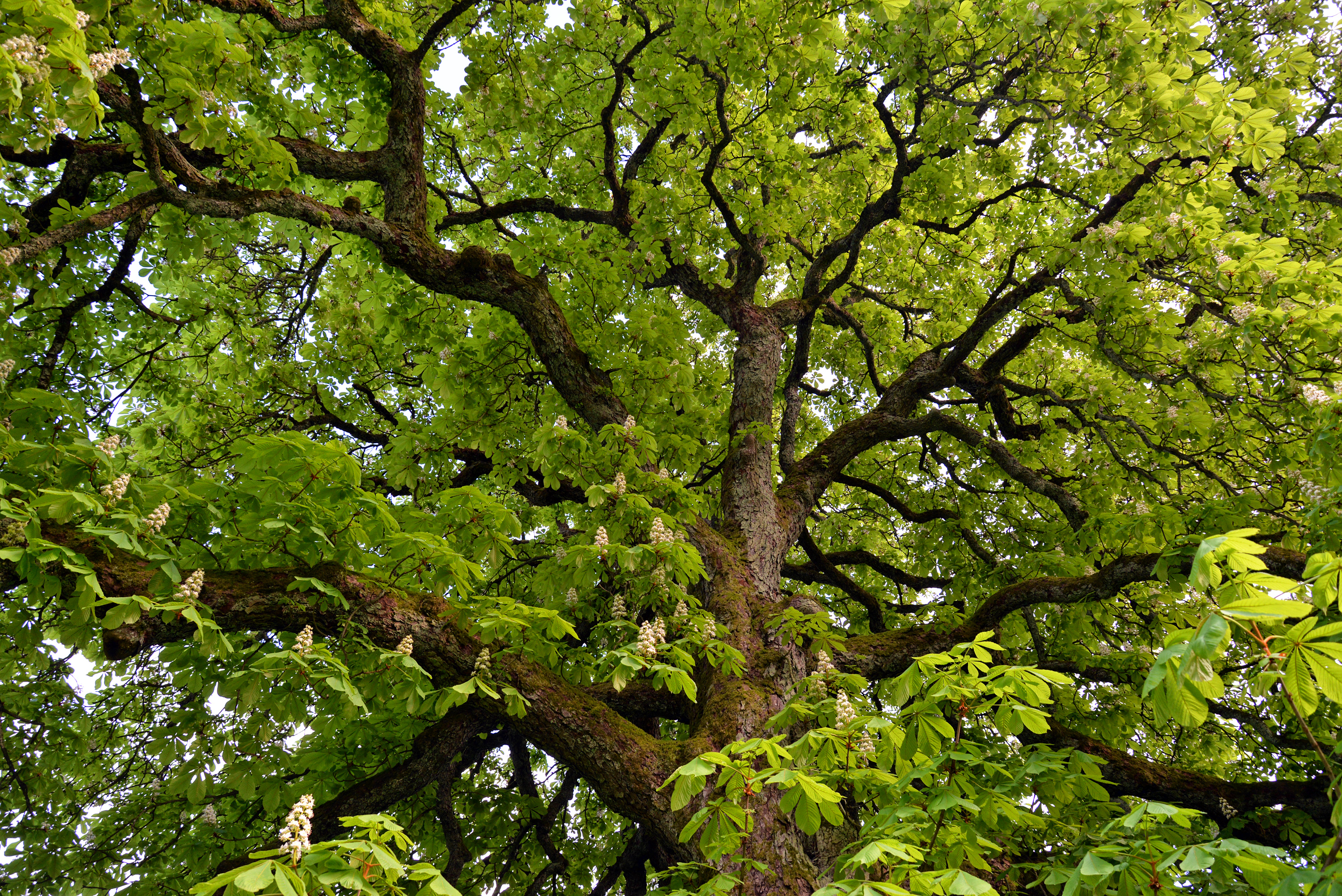
Castagno a Pegnitzinsel in Vorra

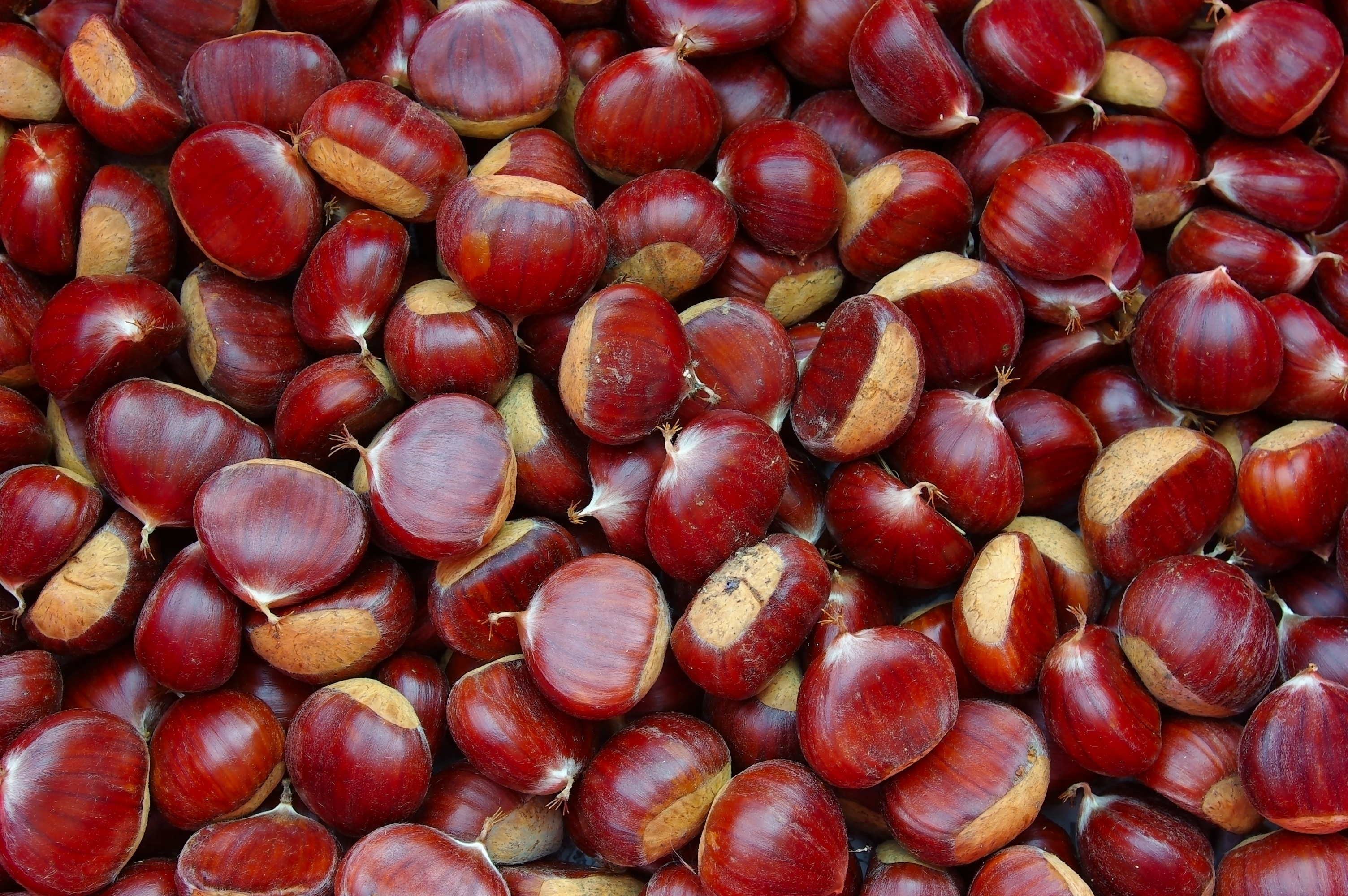
Castagne a Romagne, Vienne

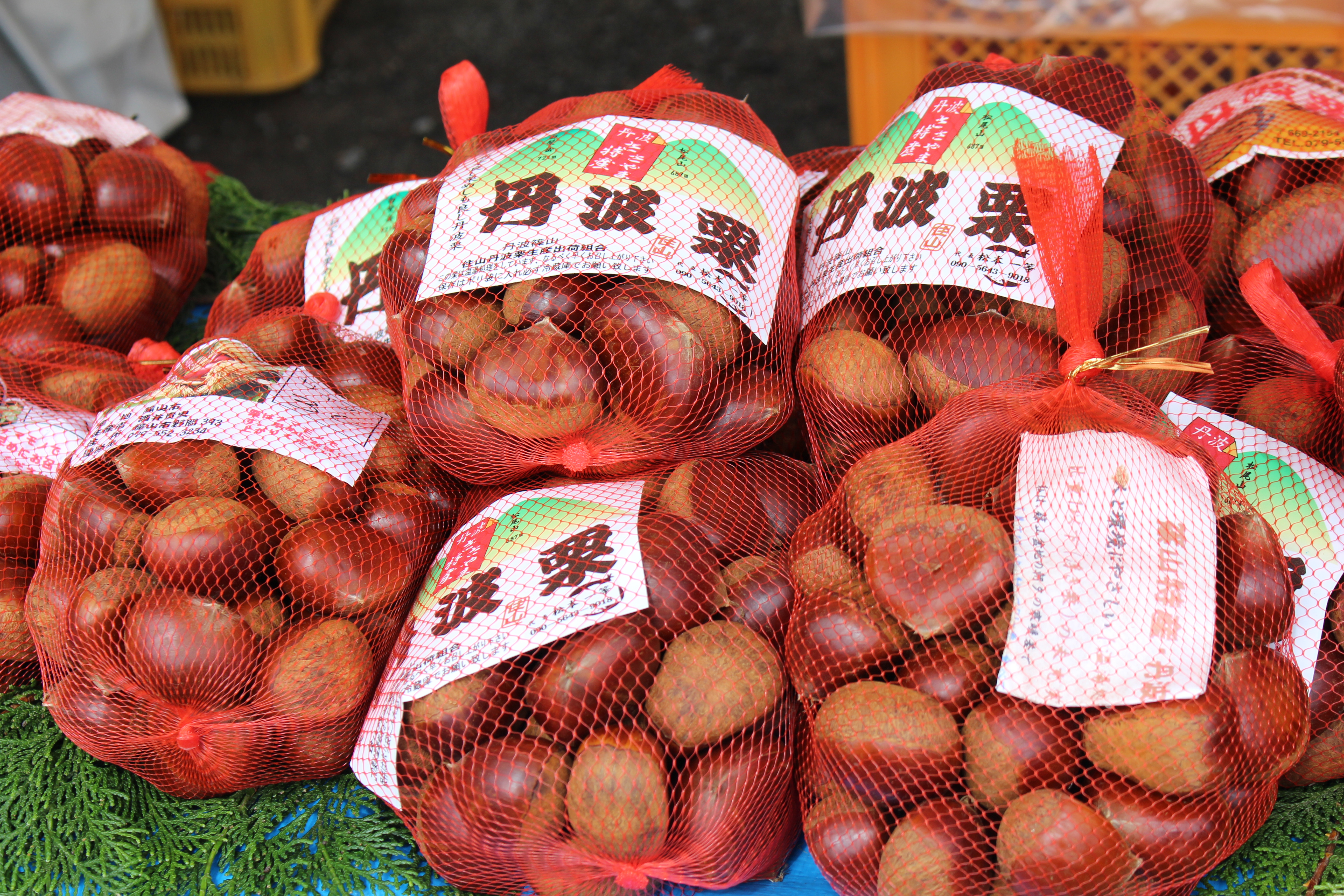
Castagne in vendita

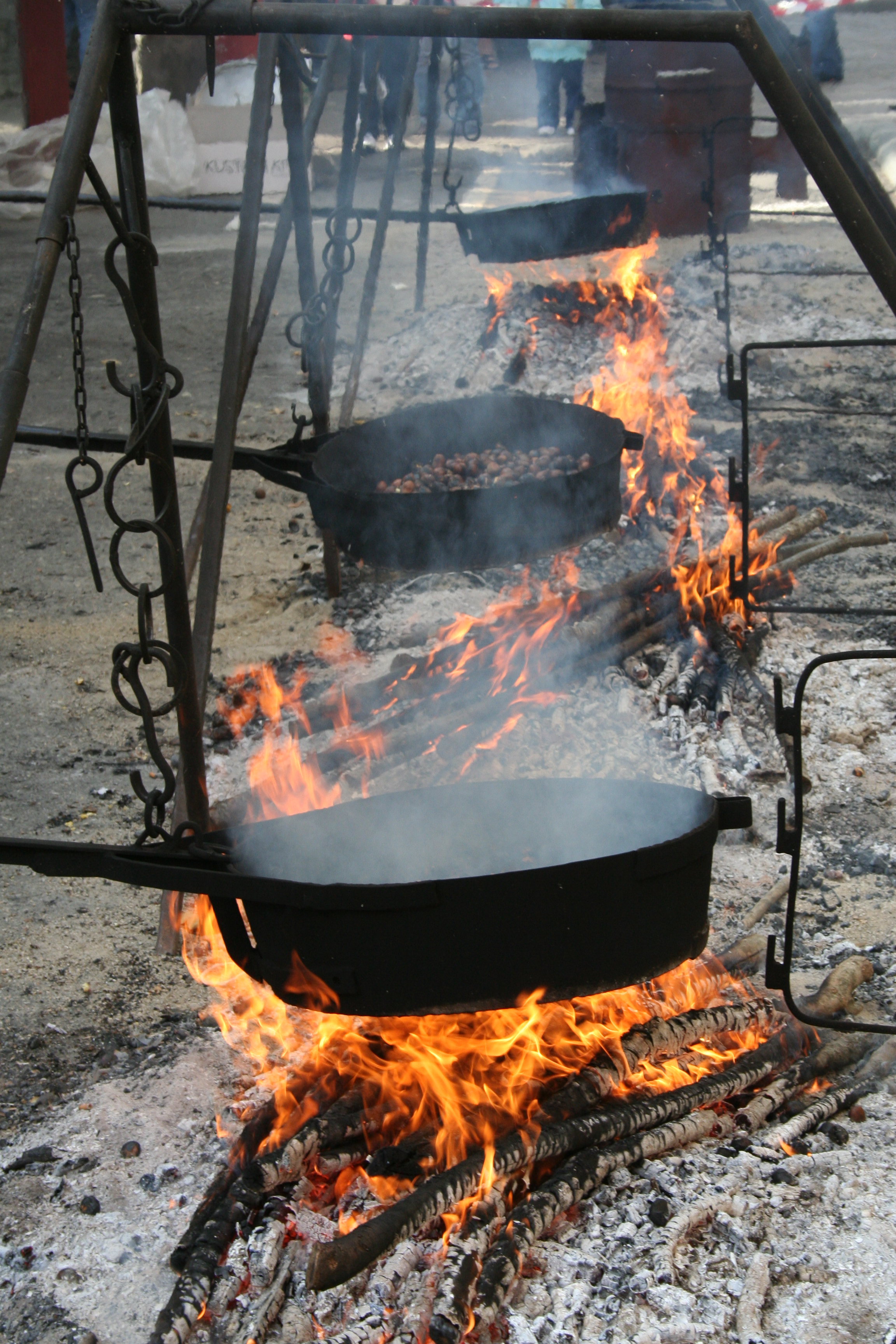
Cottura dei marroni durante una sagra

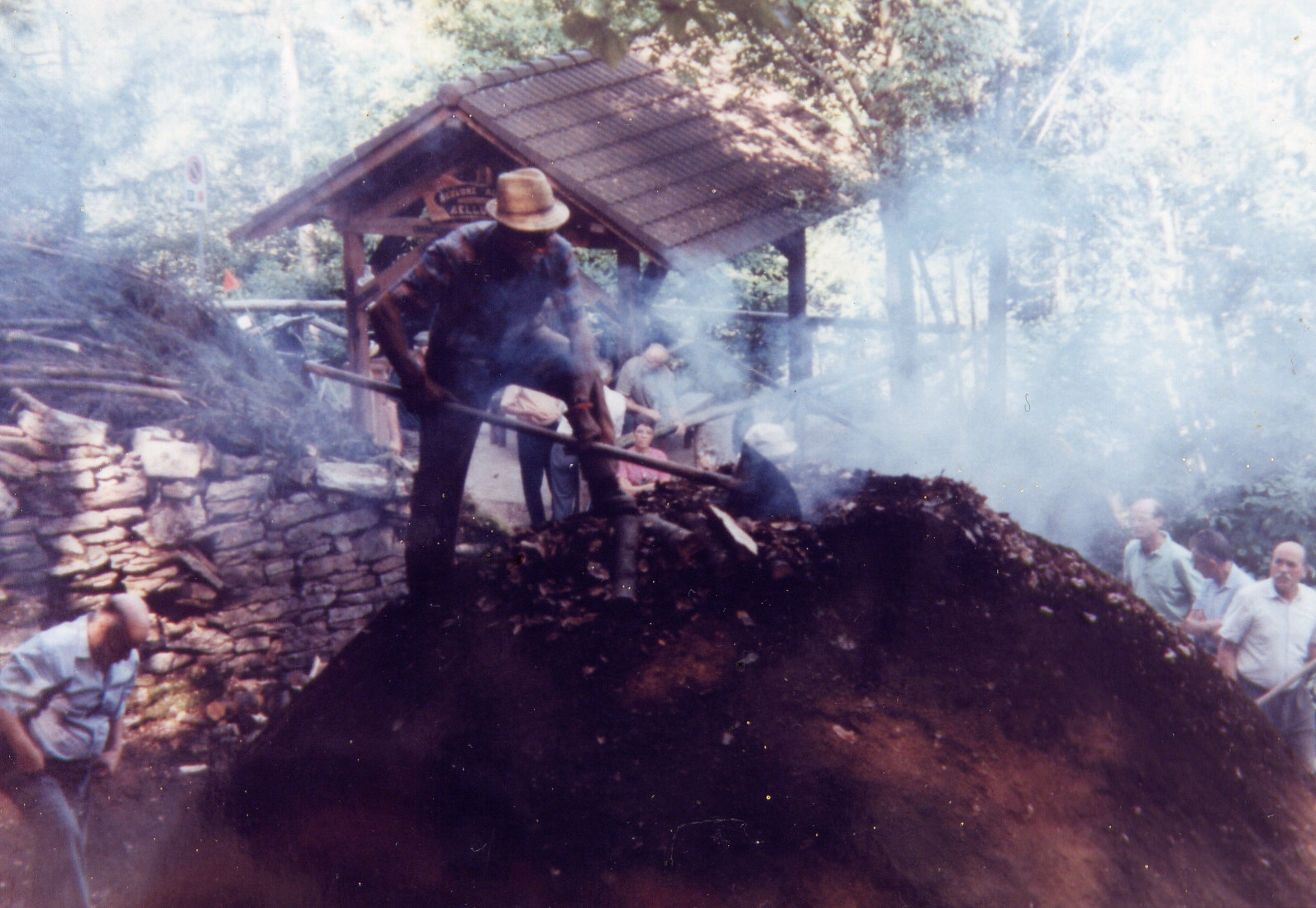
Al lavoro su un pojat

L’economia del castagno è caratterizzata dalla larga prevalenza della coltivazione dei castagneti e della trasformazione dei loro prodotti come risorsa principale di un territorio, accompagnata dal consumo di castagne e loro derivati come base dell'alimentazione umana.

## Caratteri
Il castagno, Castanea sativa, è un albero a foglie caduche, della famiglia delle Fagacee. In Italia predilige la fascia altimetrica che mediamente va dai 300 agli 800 metri sul livello del mare: cosiddetta sottozona del castanetum. 
L'economia del castagno viene da taluni studiosi anche associata all'esistenza di una vera e propria civiltà del castagno che avrebbe permeato nel passato, in molte regioni italiane, specialmente lungo la dorsale appenninica e nelle grandi isole, non solo le attività agricole, forestali e l'alimentazione, ma anche l'ambiente, il paesaggio, la struttura architettonica ed urbanistica del territorio, l'edilizia, l'artigianato del mobile rustico e dei serramenti, la gastronomia, perfino la letteratura, la poesia, la pittura, l'arte in generale e la stessa cultura materiale della popolazione.

## Utilizzi ed impieghi
Il castagno produce frutti denominati castagne destinate alla alimentazione umana: il poeta ottocentesco sardo Peppino Mereu (1872-1901) cita il pane di castagne come unico alimento rifugio dei poveri in tempi di carestia, nella sua più celebre poesia. Ma dal castagno si ottengono molti altri prodotti: legname da opera e tavole impiegate nella produzione di mobili rustici e di montagna; serramenti, infissi, morali e travi per l'edilizia; pali adoperati per recinzioni o quali tutori delle piante nell'orticoltura e nel vivaismo ornamentale da esterni, nel giardinaggio, nella frutticoltura e nella viticoltura; tannino per la concia delle pelli; carbone vegetale di carbonaia e legna da ardere per cucinare i cibi e per riscaldamento degli interni; terriccio per il florivivaismo. 
Un altro impiego del castagno è in erboristeria: la farmacopea popolare lo considera una pianta officinale: le foglie sono astringenti e sedative della tosse; la corteccia si impiega nella fitocosmesi. Anche l'apicoltura si avvantaggia della presenza dei castagneti: i fiori maschili vengono bottinati volentieri dalle api e la produzione è elevata: il miele è ottimo, di colore bruno scuro ed assai ricco di fruttosio e polline. Nel castagneto si raccolgono infine ottimi funghi epigei commestibili. Le castagne vengono raccolte in ottobre, fatte seccare nel metato e quindi macinate nel mulino per ottenere la farina dolce o farina neccia, con la quale si preparano: la polenta dolce, i necci, il castagnaccio, i manafregoli, la marmellata di castagne e le frittelle. Le castagne secche possono anche essere lasciate intere ed allora vengono lessate, ottenendo le cosiddette ballotte o ballotti; se sono arrostite, si chiamano caldarroste, frugiate o anche bruciate; infine, possono venire destinate alla produzione di dolci quali il marron glacé.

## Storia
Il genere Castanea è originario della Cina; in epoche remote migrò in Nord-America e in Medio-Oriente, giungendo fino al Caucaso ed all'odierna Turchia. Da queste aree, oltre che dal Giappone, provengono le specie e varietà presenti in Italia. Studi scientifici sulla sua presenza in diverse parti dell'Europa, condotte su ritrovamenti di polline, lascerebbero dedurre che nel Cenozoico il castagno fosse molto diffuso in Europa e che solo dopo l'ultima glaciazione (Würm) si sia sensibilmente ridotto, trasmigrando così verso Sud, l'areale della specie. In effetti, piccoli nuclei indigeni sono stati individuati anche nel nostro Paese, sia in Veneto che nel Meridione.
Uno studio di archeologia forestale ha evidenziato che all'inizio dell'era cristiana la presenza di pollini di castagno nell'Italia peninsulare rappresentava oltre il 40% del polline arboreo complessivo. Tuttavia, l'estensione di questa essenza arborea crebbe ancora nel tardo medioevo, fino al XIV secolo, per poi diminuire in concomitanza con la grande crisi demografica del XV secolo.
In sostanza, la coltivazione del castagneto da frutto ha spesso fornito nel passato l'unico alimento largamente disponibile per gli abitanti della bassa e media montagna, dove la castagna veniva anche chiamata "il pane dei poveri". 
Per tale ragione, ad esempio, in diverse rubriche degli Statuti di Vellano del 1367, predisposti dal Cancelliere del Comune Coluccio Salutati, si regolamenta il taglio e l'utilizzo del castagno, considerato un prezioso albero da frutto; in particolare, se ne proibisce il taglio al piede e si stabilisce che nessuno prelevi i rami per usarli come legna da ardere. L'importanza delle castagne per la popolazione è rilevabile anche dagli Statuti di Fibbialla approvati dagli Anziani del Comune di Lucca nel 1656, quasi due secoli dopo: in essi si stabiliscono disposizioni minuziose perfino per la salvaguardia dei mulini per produrre farina di castagne.
Dopo la fine del medioevo, specialmente sull'Appennino tosco-emiliano, la produzione di castagne riprese a crescere, di pari passo con l'incremento della popolazione della montagna per poi arrestarsi all'inizio del XX secolo, anche a causa dei fenomeni dell'emigrazione e dello spopolamento montano, divenuto inarrestabile dopo la prima ed ancora di più dopo la seconda guerra mondiale. Cionondimeno nel 1929, ad esempio, nel piccolo Comune toscano di Pescia si raccolsero castagne per 22.000 quintali grazie a castagneti localmente estesi per 2750 ettari. Nella sola provincia di Pistoia, nello stesso anno, la produzione fu di ben 130.000 quintali.
Oggi il paesaggio castanicolo è spesso degradato: nel secolo scorso i castagneti da frutto, sempre meno curati a seguito dei due fenomeni suddetti ed anche come conseguenza dell'invecchiamento della popolazione, si inselvatichirono e dopo il taglio delle piante secolari, affette dal cancro corticale del castagno e dal mal dell'inchiostro, vennero convertiti in castagneti cedui. Ancora oggi questi subiscono tagli a raso secondo turni di 12/14 anni; molto spesso le acacie, Robinia pseudoacacia, prendono allora il sopravvento.
Ma a parte la produzione delle castagne per l'alimentazione, dopo l'emigrazione, lo spopolamento montano e le gravi fitopatie del castagneto, nel secolo scorso si è verificato un ultimo fenomeno che ha dato il colpo di grazia alla castanicoltura italiana: la progressiva sostituzione del carbone di legna, ottenuto in gran parte anche con legna di castagno, con altri combustibili. Nel passato, in montagna molti producevano carbone dolce con il sistema della carbonaia; negli ultimi decenni, grazie alla loro specializzazione, i carbonai dell'Appennino tosco-emiliano in autunno si recavano in Maremma, in Calabria, in Sardegna e perfino in Francia a produrre carbone e carbonella. Con l'avvento dei combustibili fossili e del gas, tutte queste attività sono molto diminuite, se non cessate del tutto.
D'altra parte, pochi sono i proprietari dei castagneti che si dedicano alla produzione di legname da opera e da lavoro: per lo più le tavole di castagno vengono oggi importate dall'estero, soprattutto dalla Francia. Un tempo, quando i castagneti rappresentavano una grande risorsa per la montagna, sia che si trattasse di cedui, di castagneti di alto fusto o da frutto, la vita di molti lavoratori e delle loro famiglie dipendeva molto da loro: vi lavoravano o utilizzavano il legname o le castagne: boscaioli, carbonai, barrocciai, maniscalchi, conciatori, falegnami, vivaisti, viticoltori, fornai, pasticceri, farmacisti, carpentieri, operai e guardie forestali, cestai e corbellai, muratori e tante altre categorie di lavoratori. Ma la stessa vita delle persone, fin dalla più tenera età, si svolgeva a contatto con il castagno: ad esempio, gli scolari studiavano sui banchi di scuola di legno di castagno; le donne è nella madia di castagno che impastavano la farina e tenevano il pane a lievitare, prima di metterlo nel forno spesso alimentato con legna di castagno perché veniva più profumato; il carpentiere usava morali e travetti di castagno per rifare il tetto o il solaio; il falegname usava le tavole di castagno per costruire mobili o serramenti; il mugnaio macinava le castagne secche per ottenere farina dolce ed il pasticcere la utilizzava per fare polenta dolce, castagnacci e necci; qualche volta era di castagno anche la bara che ci accoglieva dopo l'ultimo commiato; e così via. Vivendo sempre a contatto con questo legno, perfino la cultura materiale del popolo si era lentamente plasmata dall'impiego e dall'uso del castagno.
Ma a parte gli aspetti produttivi, l'abbandono dei castagneti e la fine della economia e della civiltà del castagno ha creato anche grossi problemi ambientali: ormai solo pochi proprietari tengono ordinato e curato il castagneto da frutto. La maggior parte lo ha abbandonato a sé stesso oppure lo ha trasformato in ceduo per produrre pali e legname da ardere: solo una percentuale ridotta lo ha trasformato in alto fusto per produrre legname da opera. Di conseguenza, i castagneti da frutto si sono inselvatichiti e i tagli dei cedui si susseguono senza posa nel tempo, talora con controlli insufficienti, cosicché il terreno viene dilavato via dalle piogge che asportano il prezioso humus accumulatosi nei secoli e i muretti di sostegno delle piazzole dei grandi castagni secolari si disgregano. Infine, il castagneto così degradato viene invaso dalle acacie: ultimo atto della fine dell'economia e della civiltà del castagno in Italia.
Un ultimo pericolo per i castagneti è rappresentato dalla recente infestazione ad opera di un parassita, il Cinipide galligeno del castagno (Dryocosmus kuriphilus) proveniente dalla Cina. In primavera questo imenottero depone le uova nelle gemme e nelle foglie dei castagni; si sviluppano le larve e nella primavera successiva si formano galle, abitate dal parassita, prima verdastre quindi rossastre. In Giugno sfarfallano femmine alate che depongono fino a 200 uova e l'infestazione si estende sempre più. Il Cinipide limita lo sviluppo vegetativo, diminuisce la produzione di castagne ed alla lunga può far seccare le piante. L'unico rimedio è rappresentato dalla lotta biologica: a tale scopo le autorità fitosanitarie e le amministrazioni provinciali hanno promosso l'importazione dalla Cina ed il lancio anche in Italia di piccole vespine predatrici del parassita, del genere Torymus sinensis. In Corea e in Giappone questa soluzione si è dimostrata valida. 